# احساس فوق‌العاده‌ای دارم
«احساس فوق‌العاده‌ای دارم» (به انگلیسی: I Feel Fantastic) یک موزیک ویدئو ویروسی و سوررئالیستی می‌باشد که توسط جان برژرون در سال ۲۰۰۴ ساخته شد. در این ویدئو یک ربات انیماترونیکی به‌نام تارا اندروید به نمایش گذاشته شده است که تلاشی برای خلق «اولین ستاره پاپ اندرویدی جهان» محسوب می‌شود. «احساس فوق‌العاده‌ای دارم» (یا «لطفاْ») یکی از پنج ویدئو ساخته شده توسط جان است که ویدئوهای دیگر او در وبگاهش قرار دارند و نیز به صورت دی‌وی‌دی عرضه شده‌اند. یکی از ویدئوها در سال ۲۰۰۹ توسط کانال Creepyblog بدون هیچ توضیحی با عنوان «احساس فوق‌العاده‌ای دارم» مجدداً در یوتیوب بارگذاری شد و به‌سرعت به‌خاطر حالت وهم‌انگیز ربات اندروید و فضای ترسناک ویدئو محبوب شد.

## مقالات مرتبط
- احتمالاً در میشیگان